# Лудило пијанаца
Лудило пијанаца (лат. delirium tremens) је пролазна душевна поремећеност која се среће код хроничних алкохоличара, између 30. и 50. године, много чешће код мушкараца. Прве сметње се јављају, обично, после шест до десет година прекомерне или равномерне употребе алкохолних пића − ракије, вина, пива итд. Поред алкохола, одређену улогу игра и склоност организма да на алкохол реагује душевним поремећајем.
Сметње у душевном животу настају услед тешких оштећења унутрашњих органа, нарочито јетре. Материје које настају у организму услед сагоревања, а које се нормално разлажу и излучују из организма, оштећена јетра више није у стању да разгради те оне путем крви круже кроз организам, натапајући, наравно, и нервни систем. Како су сметње психичког живота само огледало општих поремећаја у организму, страдаће основна, општа функција психе - свест. Поремећај свести се испољава оштећењем оријентације у простору и времену - болесник не зна где се налази и без обзира на место и време наставља са својом наученом свакодневном делатношћу: келнер послужује невидљиве госте, пише рачун и захваљује на напојници, кочијаш шиба непостојеће коње итд. Исте материје које оштећују мозак и ремете психички живот делују и на видне као и на периферне живце. Оштећена функција видног живца уз истовремени поремећај свести доводи до погрешног опажања. Болесник види ситне животиње, мишеве, змије, гамад. Услед оштећења најфинијих периферних влакана живаца који преносе додир и бол, осећа као да гамижу по њему, а он их отире са себе, гађа те наказне животиње, гази их, гњечи по поду, или се крије у углове, под кревет. Овако измењено доживљени свет доводи до ужасног осећања страха, тако да болесник, гоњен привиђењима, може скочити кроз прозор, у реку, оне дрхте при најмањем покрету (отуда и назив tremens), док се оштећење вегетативног нервног система испољава јаким знојењем.
Делиријум тременс је у првом реду телесно обољење, оштећење важних унутрашњих органа (јетра, срце, бубрези). Душевни поремећај је само пропратни знак, и због тога се лечење усмерава ка јачању срца и крвотока, поправљању функције јетре итд. Иначе се дају средства која стишавају немир и страх, тако да болесник лакше преброди кризу. Акутна фаза обично траје око десетак дана. Због опасности од наглог попуштања срца, затим лечење се мора спроводити у болници. Делиријум тременс је озбиљан сигнал да организам више није у стању да разгради и сагори попијен алкохол, без обзира на количину која се раније пила. Уколико се настави са пићем, после кратког времена долази до поновног делиријума. Овај може, уз лечење, проћи, али често трећи или неки следећи душевни поремећај алкохоличара може прећи у такозвану Корсаковљеву психозу. Тај душевни поремећај је трајан и коначан, а манифестује се неспособношћу за упамћивање и сећање, тако да болесник за кратко време потпуно изгуби оријентацију (није у стању да нађе своју собу и кревет, не познаје људе из најближе околине). По манифестацијама, ова психоза битно се не разликује од старачке деменције, јер је код оба поремећаја основа тешко и неповратно оштећење мозга (код старачке деменције мозак је примарно оштећен, док код алкохоличара посредно страда услед поремећаја на другим органима − јетра, бубрези, срце).